# Tri thức (tạp chí)
Tạp chí Tri thức hay Znews (tên cũ: Tạp chí điện tử Tri thức trực tuyến, ZingNews, Báo điện tử Tri thức trực tuyến và Zing) là một tạp chí điện tử của Hội Xuất bản Việt Nam và từng thuộc sở hữu của công ty công nghệ VNG. Tạp chí Tri thức ban đầu được thành lập với giấy phép trang tin điện tử tổng hợp Zing News, hoạt động song song với các sản phẩm giải trí khác trong cổng thông tin Zing. Đến năm 2013, Zing News được đổi tên thành báo điện tử Zing.vn trực thuộc Hội Xuất bản Việt Nam. Tờ báo này sau đó cũng đã qua nhiều lần đổi tên và cuối cùng trở thành Tạp chí Tri thức hay Znews vào cuối năm 2023.

## Lịch sử
Sau khi cho ra mắt nền tảng Zing MP3 vào năm 2007, công ty VNG tiếp tục cho ra mắt trang tin điện tử Zing News đầu năm 2008. Trong giai đoạn này, Zing News chủ yếu hoạt động như một đơn vị cung cấp nội dung điện tử với nhiều thông tin giải trí đi kèm nền tảng Zing MP3 và mạng xã hội Zing Me được ra mắt sau đó. Lúc bấy giờ, cùng với Zing MP3 và Zing Me, đã sở hữu số lượng người dùng lên tới 14 triệu người. Đến năm 2013, VNG được cấp phép trở thành báo điện tử Tri thức trực tuyến trực thuộc Hội Xuất bản Việt Nam theo giấy phép số 236/GP-BTT-TT. Cái tên Zing News cũng được chuyển đổi thành Zing.vn. Tuy nhiên, vào ngày 1 tháng 4 năm 2020, báo điện tử Tri thức trực tuyến chính thức được chuyển sang mô hình tạp chí và trở thành tạp chí điện tử Tri thức trực tuyến theo Quy hoạch phát triển và quản lý báo chí toàn quốc.
Đến năm 2023, Tạp chí điện tử Tri thức đã bị Thanh tra Bộ Thông tin và Truyền thông Việt Nam xử phạt 243,5 triệu đồng cùng tạm đình chỉ hoạt động trong 3 tháng do tạp chí này đã "thực hiện không đúng tôn chỉ" và có hành vi "tư nhân hóa" báo chí, "báo hóa" tạp chí. Sau thời gian hoạt động trở lại, Tạp chí điện tử Tri thức trực tuyến cũng đã đổi tên thành Tạp chí điện tử Tri thức, thay thế cụm từ ZingNews thành Znews. Đồng thời, hoạt động trên hai tên miền là "zingnews.vn" và "znews.vn" với "znews.vn" là tên miền chính. Trụ sở chính thức của ZNews hoạt động tại tầng 10, D29 Phạm Văn Bạch, quận Cầu Giấy, thành phố Hà Nội. Trước đó trong tuyên bố vào ngày 24 tháng 7 năm 2023, ZNews cũng khẳng định cơ quan báo chí này không thuộc sở hữu của VNG và Tạp chí Tri thức "là cơ quan truyền thông trực thuộc Hội Xuất bản Việt Nam. Trong khi đó, VNG Corp. là đối tác kinh doanh [...], cung cấp dịch vụ công nghệ cho cơ quan này".

## Tranh cãi & xử phạt
Vào năm 2010, trang thông tin điện tử Zing.vn đã bị xử phạt 37,5 triệu đồng do hoạt động năm chuyên mục "Xã hội, Tình yêu, Chuyện lạ, Chia sẻ, Hình sự" không đúng nội dung của giấy phép. Trang tin này cũng được cho là đã phát tán 36 tin không nguồn, đăng tải các bài viết, hình ảnh có nội dung tuyên truyền mê tín dị đoan, phá hoại thuần phong mỹ tục.
Vào tháng 6 năm 2022, Cục Báo chí đã xử phạt vi phạm hành chính Tạp chí ZingNews về hành vi "thực hiện không đúng tôn chỉ". Theo báo Công an nhân dân, ZingNews đã có 80% tổng số lượng tin bài "không đúng tôn chỉ" vào tháng 6 năm 2022 và con số này lên 90,26% trong tháng 7. Ngày 14 tháng 7 năm 2023, Thanh tra của Bộ Thông tin và Truyền thông Việt Nam đã xử phạt Tạp chí điện tử Tri thức trực tuyến vì "đăng tải các bài viết không đúng tôn chỉ, mục đích ghi trong giấy phép hoạt động báo chí, gây ảnh hưởng nghiêm trọng". Cụ thể, tờ tạp chí này đã bị phạt tổng cộng 243,5 triệu đồng, bị tước Giấy phép hoạt động báo chí trong 3 tháng bắt đầu từ ngày xử phạt và gỡ bỏ các bài viết có liên quan. Ngoài ra, đơn vị này còn thực hiện không đúng trong giấy phép khi sử dụng hai tên miền "news.zing.vn" và "zing.vn" dẫn về "zingnews.vn". Tạp chí này đã được cho là có 3 bài viết sai sự thật lần lượt là "Đến TP.HCM du lịch, chàng Tây dạy học rồi giữ xe mưu sinh giữa dịch"; "Người nhiễm nCoV tử vong trong tư thế treo cổ ở cửa hàng vàng bạc"; "Bắt tạm giam YouTuber “Thánh khờ Miền Tây”" và 3 bài viết tự quy kết tội danh bị can khi chưa có bản án của tòa án lần lượt là "Dấu hiệu tội giết người trong vụ cha dùng xăng và rơm đốt chân con"; "Tình tiết định khung cho thanh niên dùng dao tấn công đại úy công an"; "Truy sát 2 người ở tiệm tóc, nghi phạm đối diện hình phạt nào?". Chính quyền Việt Nam cũng cho rằng tờ báo đang bị "tư nhân hóa" báo chí, "báo hóa" tạp chí cũng như bị phụ thuộc tài chính vào VNG.
Ngày 26/9/2019, báo đã đăng bài viết “Đề xuất đình chỉ chức trụ trì của sư Toàn, yêu cầu sám hối đại tăng”, trong đó có một số thông tin không có cơ sở liên quan đến ông Lê Hữu Long (nguyên là sư thầy Thích Thanh Toàn). Ngày 26/3/2025, báo đã gỡ bỏ bài viết trên.
Vào ngày 18/9/2024, báo đăng tải bản tin với tiêu đề "Hơn 500 người ở vùng lụt Hà Nội cùng mắc một loại bệnh". Sau đó, nhận thấy tiêu đề như trên là chưa phù hợp, có thể gây hiểu nhầm, báo đã sửa lại tiêu đề bản tin là "Y tế Hà Nội nỗ lực khắc phục ảnh hưởng mưa lũ". Báo đã lên bài xin cải chính và cáo lỗi với Sở Y tế Hà Nội và độc giả về tiêu đề chưa phù hợp nêu trên. Trước đó, báo đã đăng nhầm ảnh bà Nguyễn Thị Hồng, Thống đốc Ngân hàng Nhà nước Việt Nam trong bài "Vì sao Bộ Công an khởi tố Phó chủ tịch UBND TP.HCM Nguyễn Thị Hồng?" đăng trên chuyên mục Pháp luật sáng 17/7 cùng năm. Ngay sau khi bài được đăng tải, phát hiện có sự nhầm lẫn về hình ảnh, báo đã lập tức thay ảnh, khắc phục sai sót và sau đó đã gỡ bỏ bài viết.

## Đón nhận

### Truy cập
Vào năm 2012, cùng với Zing MP3 và Zing Me, trang thông tin điện tử Zing đã sở hữu số lượng người dùng lên tới 14 triệu người. Vào tháng 6 năm 2023, sau khi chuyển đổi sang Tạp chí điện tử Tri thức trực tuyến được 3 năm, theo Similarweb, tên miền "zingnews.vn" đã có tổng cộng 96,8 triệu lượt truy cập và đứng thứ hai trong hạng mục tin tức ở Việt Nam. Theo BBC News, tạp chí Znews được xem là một trong những cơ quan báo chí trả nhuận bút cao hàng đầu ở nước này.

### Giải thưởng
Vào tháng 10 năm 2023, tại Singapore, Hiệp hội Báo chí thế giới đã trao Giải vàng ở hạng mục "Best News Website" và "#How2Money- loạt Podcast về Tài chính cá nhân" đoạt Giải bạc ở hạng mục "Best Podcast"  tại Giải thưởng Truyền thông Kỹ thuật số châu Á 2023 cho Znews. ZNews đoạt giải vào thời điểm tạp chí điện tử này trong giai đoạn bị cơ quan chính phủ xử phạt. Trước đó, Znews cũng từng đoạt nhiều giải thưởng tại đây bao gồm 6 giải với 3 giải vàng và 3 giải bạc đưa tờ Tạp chí này trở thành cơ quan báo chí Việt Nam có nhiều giải thưởng nhất ở hệ thống giải của Hiệp hội.
Báo từng nhận giải Giải C với tác phẩm "Longform: Cấp cứu F0" cho thể loại Giải Phóng sự, phóng sự điều tra, ký báo chí, ghi chép (Báo điện tử) tại Giải Báo chí quốc gia lần thứ XVI năm 2021. Vào tháng 6 năm 2023, Tác phẩm "Khu bảo tồn biển vịnh Nha Trang kêu cứu" nhận được giải B cho thể loại Phóng sự, phóng sự điều tra, ký báo chí, ghi chép (báo điện tử) tại Giải Báo chí Quốc gia lần thứ XVII. Đến tháng 6 năm 2025, báo đoạt Giải Khuyến khích cho loạt 5 bài thuộc chuỗi video podcast How2Money - Tư vấn mua nhà và đầu tư bất động sản cho người trẻ tại giải Báo chí quốc gia lần thứ XIX.
Vào tháng 4 năm 2024, Series podcast Behind The Beauty của báo được trao giải Best Podcast cho nhóm cơ quan báo chí vừa và nhỏ trong khuôn khổ Giải thưởng Truyền thông số châu Á năm 2024 của Hiệp hội Báo chí thế giới. Series Podcast theInsight của báo được trao giải Best Podcast trong khuôn khổ Giải thưởng Truyền thông số châu Á năm 2025 của Hiệp hội.
Vào tháng 1 năm 2025, báo nhận giải 3 giải Báo chí toàn quốc Vì Sức khỏe nhân dân lần thứ 2 với bài viết "Biệt đội lấy máu của bệnh viện tuyến cuối phía Nam". Trước đó, vào năm 2022, tác phẩm "Bên trong bệnh viện hồi sức Covid-19 lớn nhất Việt Nam" đoạt giải Nhì hạng mục Ảnh báo chí tại Giải Báo chí toàn quốc Vì Sức khỏe nhân dân lần thứ nhất.